# لاوري تورني

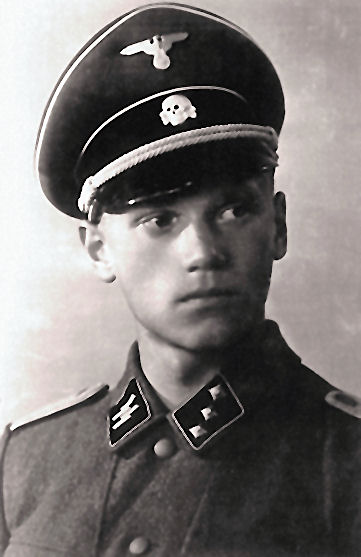
لاوري تورني

لاوري تورني (Lauri Törni؛ فيبوري، 28 مايو 1919 - فيتنام، 18 أكتوبر 1965) نقيب في الجيش الفنلندي قاد سرية مشاة في حرب الشتاء وحرب الاستمرار . رحل إلى الولايات المتحدة بعد الحرب. معروف بالجندي الذي قاتل تحت ثلاثة رايات : الفنلندية و الألمانية (عندما حارب الروس في الحرب العالمية الثانية) و الأميركية عندما قاتل في صفوف القوات الخاصة بالجيش الأمريكي في حرب فيتنام .
التحق بالخدمة العسكرية عام 1938 و بمدرسة ضابط الاحتياط في هامينا في فبراير 1940 في منتصف حرب الشتاء

## روابط خارجية
- لاوري تورني على موقع IMDb (الإنجليزية)